# Josef Zirnbauer
Josef Zirnbauer (* 16. März 1834 in Oberbergkirchen; † 1. Januar 1917 in Obernzell) war ein deutscher Lederfabrikant und Lokalpolitiker. Er war einer der Pioniere der Stromversorgung in Niederbayern.

## Leben und Leistungen

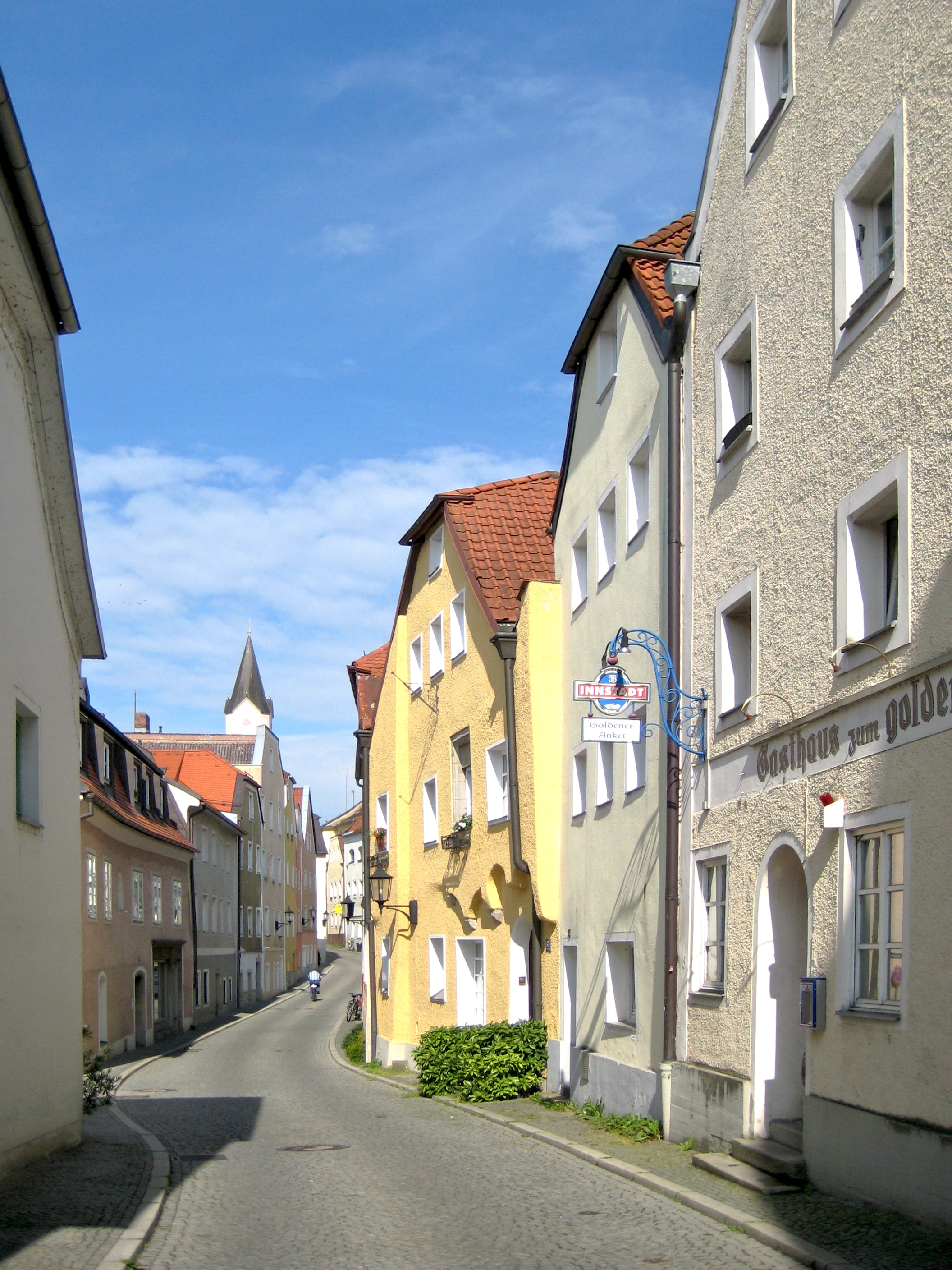
Die Lederergasse in der Passauer Innstadt

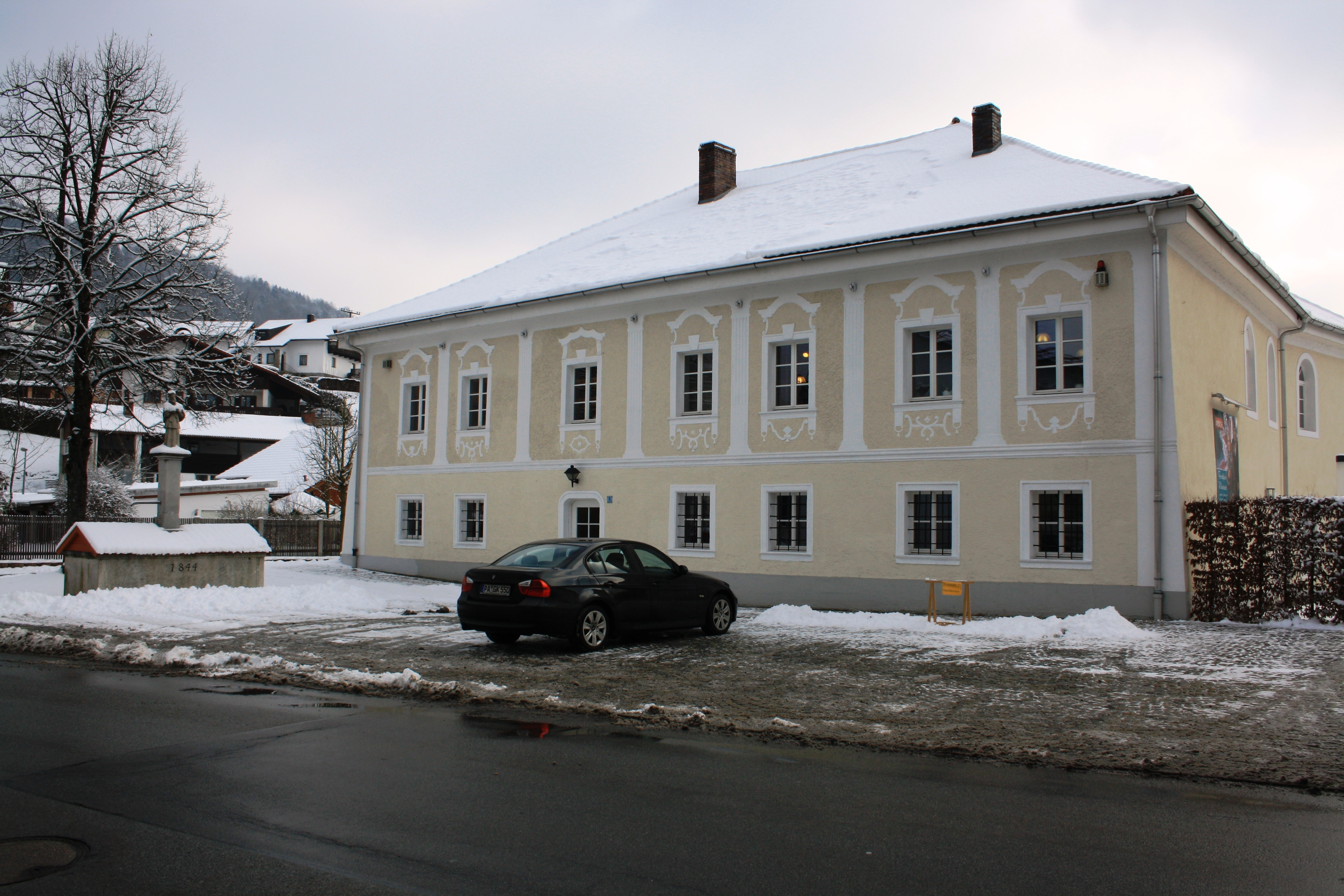
Wohnhaus der Lederfabrik in Obernzell, früher Haus Nr. 116, heute Ledererplatz 6 (Zustand: Januar 2016)

Josef Zirnbauer wurde als Sohn des aus Sterneck in der Nähe von Mühldorf am Inn stammenden und in Erharting verstorbenen Landarztes (Chirurgus) Zeno Zirnbauer (1797–1837) in Oberbergkirchen geboren. Nach dem frühen Tod seines Vaters heiratete seine Mutter erneut und zog nach Neuötting. Dort machte Josef Zirnbauer eine Gerberlehre und arbeitete nach Wanderjahren ab circa 1855 als Gerbergeselle in der Fabrik von Franz Seraph Kuchler (1800–1884) in der Lederergasse in der Passauer Innstadt. Im Oktober 1862 heiratete er kurz nach Absolvierung der Lederermeisterprüfung Kuchlers Tochter Anna (1837–1888) und gründete danach in Obernzell im damaligen Haus Nr. 4, bislang Zweitbetrieb von Kuchlers Passauer Lederfabrik, eine eigene Lederei. Das Haus mit zwei „realen Lederer-Gerechtigkeiten“ sowie einige dazugehörige Gebäude und Grundstücke waren Teil des Heiratsguts seiner Frau. 1870 erwarb er im selben Ort das Haus Nr. 116 (vormals Baumwollspinnerei Huber), das zum Stammhaus einer rasch florierenden Lederfabrik wurde.
Seine Produkte wurden auf nationalen und internationalen Ausstellungen mehrfach ausgezeichnet: Anerkennungsdiplome auf der Wiener Weltausstellung 1873 und der Internationalen Special-Ausstellung für Leder, Lederwaaren und Eichen-Kultur in Berlin 1877 sowie Goldene und Silberne Medaillen auf Bayerischen und Niederbayerischen Gewerbeausstellungen 1882, 1896, 1903 und 1906 sind zu nennen.
Zirnbauer war zudem einer der Pioniere der Stromversorgung in Niederbayern. Ab 1893 versorgte ein von ihm begründetes Elektrizitätswerk die Lederfabrik in Obernzell sowie u. a. die Pfarrkirche und die Straßenbeleuchtung des Ortes. Es war das erste nachgewiesene Elektrizitätswerk im Bezirksamt Wegscheid und bestand aus einer Wasserturbine am Eckerbach, ergänzt durch eine 20 PS starke Dampfmaschine. Diese Anlage wurde in den Folgejahren mehrfach erweitert und umgebaut.
Die Passauer Zeitung urteilte 1896: „Herr Zirnbauer zählt anerkannt zu den genialsten Fabrikanten.“
Zirnbauer war zudem im gesellschaftlichen Leben engagiert. 1859 war er Mitbegründer der Freiwilligen Feuerwehr Passau sowie 1863 des Feuerwehrcorps Obernzell aus Mitgliedern des damaligen Turnvereins („Turner-Feuerwehr“). Vierundfünfzig Jahre – bis zu seinem Tod 1917 – fungierte er als Kommandant des Feuerwehrcorps Obernzell. Maßgeblich beteiligt war er auch an der Gründung einer Feuerwehr 1866/67 in Engelhartszell, das gegenüber von Obernzell auf der österreichischen Uferseite der Donau liegt. Für seine Verdienste um das Feuerwehrwesen wurde er 1870 mit der großen silbernen Medaille, dem Feuerwehr-Ehrenzeichen sowie später mit dem vom bayerischen Staat vergebenen Feuerwehr-Verdienstkreuz geehrt.
1862 war er darüber hinaus als Vorturner an der Gründung des Turnvereins Passau beteiligt. 1865 wurde er Magistratsrat, war von 1869 bis 1882 Bürgermeister der Gemeinde und wurde auch zum Distriktsrat gewählt. Außerdem wurde er zum Kommerzienrat ernannt. Er brachte zudem Stiftungen auf den Weg, u. a. für den Obernzeller Kindergarten, die sogenannte „Kleinkinderbewahranstalt“, und die damit verbundene Mädchenschule. Bei der Gründung des Bayerischen Gerberverbandes am 4. März 1908 in Nürnberg im Rahmen einer Versammlung von Gerbern aus allen bayerischen Landesteilen wurde Josef Zirnbauer zu einem der drei Beisitzer des 1. Vorsitzenden Kommerzienrat Rosenthal aus München gewählt. Nach acht Jahren der Vorstandszugehörigkeit lehnte er 1916 aufgrund seines „vorgerückten Alters“ eine Wiederwahl ab.
Aus der Ehe mit Anna Kuchler gingen zwölf Kinder hervor, von denen acht schon im Kindesalter verstarben. Seine Söhne Franz (1863–1936), Vater des Bildhauers Otto Zirnbauer, und Alois (1870–1930) übernahmen nach Zirnbauers Tod 1917 die Leitung des Betriebs. 1930 musste die Jos. Zirnbauer Lederfabrik in Folge der Weltwirtschaftskrise Konkurs anmelden und wurde 1935 endgültig verkauft. Sie wurde unter wechselnden Besitzern bis 2008 am selben Ort fortgeführt.